# Palast von Leh

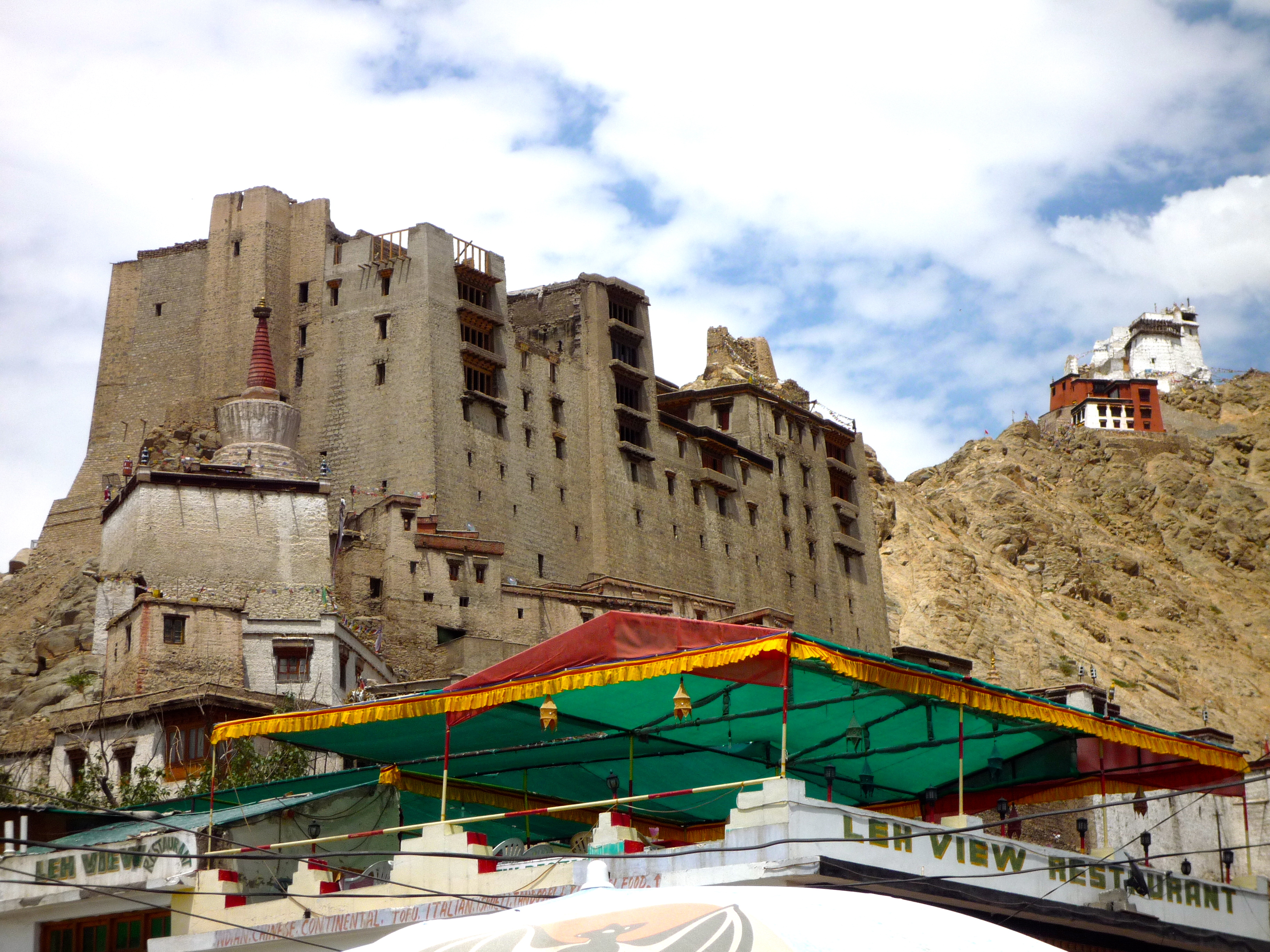
Palast von Leh aus Sicht der Altstadt. Der Stupa vorne links und das Kloster hinten rechts sind nicht Teil des Palastes.

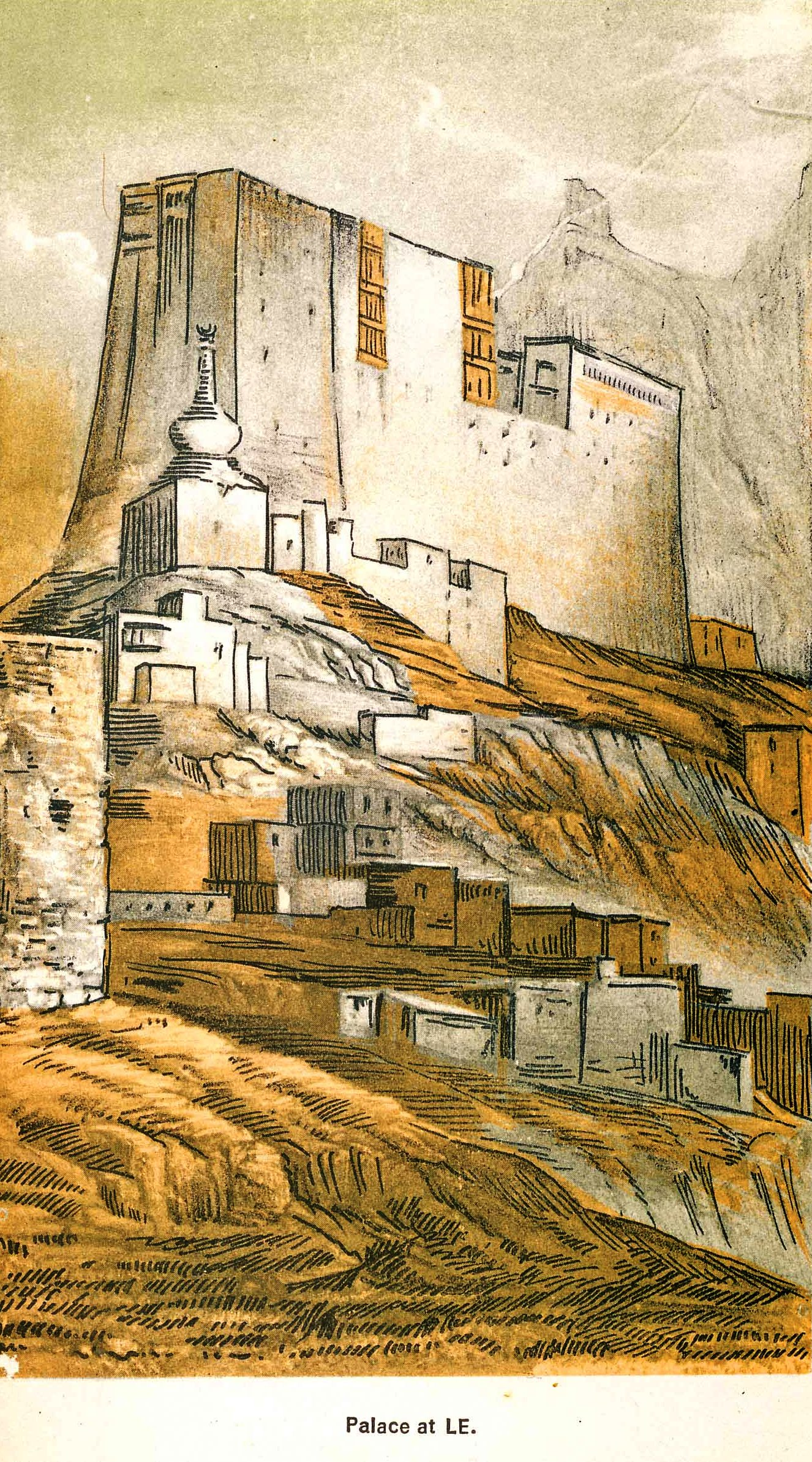
Idealisierende Zeichnung aus dem Jahr 1847

Der Palast von Leh (tibetisch གླེ་ཆེན་དཔལ་མཁར། Wylie gle chen dpal mkhar, auch bekannt als Lechen Palkhar oder Lachen Palkar) ist ein ehemaliger Königspalast im indischen Unionsterritorium Ladakh, der die Stadt Leh überragt. Das Steinbauwerk im tibetanischen Stil umfasst neun Stockwerke und wurde an den Tsemo-Bergrücken angebaut. Es ist von wuchtigen, steil geneigten Außenwänden und in den oberen Stockwerken von breiten, hölzernen Balkonen geprägt und ähnelt damit entfernt dem wesentlich größeren Potala-Palast, welcher wenige Jahrzehnte später errichtet wurde. Nicht Teil des Palastes von Leh sind einige historische Bauten in seiner unmittelbaren Nähe, darunter das Kloster Namgyal Tsemo, welches nochmals oberhalb des Palastes liegt und erst im 19. Jahrhundert erbaut wurde.

## Geschichte
Bereits seit dem frühen 15. Jahrhundert befand sich an der Stelle des heutigen Palastes eine kleine Residenz mit ersten Verteidigungsanlagen. Zu Beginn des 17. Jahrhunderts erbaute dann der spätere König von Ladakh Sengge Namgyal (1570–1642, regierte ab 1616) das heutige Bauwerk. Der Herrscher führte sein buddhistisches Königreich zu einer neuen Blütezeit und seine Namgyal-Dynastie residierte im Königspalast von Leh bis zur Invasion der hinduistischen Dogra ab 1834. Leh blieb zwischen Dogra und Tibet umstritten, bis die tibetischen Truppen, die 1842 Leh belagerten, von der Dogra-Armee geschlagen wurden. Die frühere Königsfamilie von Ladakh wurde zum Umzug in den 1825 erbauten Klosterpalast von Stok gezwungen. Der Palast von Leh ist seither unbewohnt, und der Großteil der einst prächtigen Inneneinrichtung samt großflächigen Wandmalereien ist verloren gegangen.

## Bauzustand
Der World Monuments Fund stellte 2004 fest, dass 55 Prozent der Altstadt von Leh in einem schlechten Zustand sind und innerhalb des nächsten Jahrzehnts renoviert werden müssten. Dazu zählte auch der Palast von Leh, obwohl es sich bei ihm um einen der handwerklich besten Bauten von Ladakh handele.
Die indische Behörde ASI ist mit der Restauration des Gebäudes beauftragt und unterhält dort Büros. Weitere Teile des öffentlich zugänglichen Palastes dienen als Aussichtsplattform und als Museum. Ausgestellt werden Gegenstände von kultureller Bedeutung, wie etwa Schmuck, traditionelle Gewänder, Masken, Musikinstrumente, zeremonielle Waffen und buddhistische Thangka. Im 4. Stockwerk befindet sich der Dukhar-Tempel, welcher der tausendarmigen Gottheit Tara geweiht ist. Im Palastvorhof werden gelegentliche Aufführungen und Zeremonien abgehalten.

## Bildergalerie

Palast von Leh
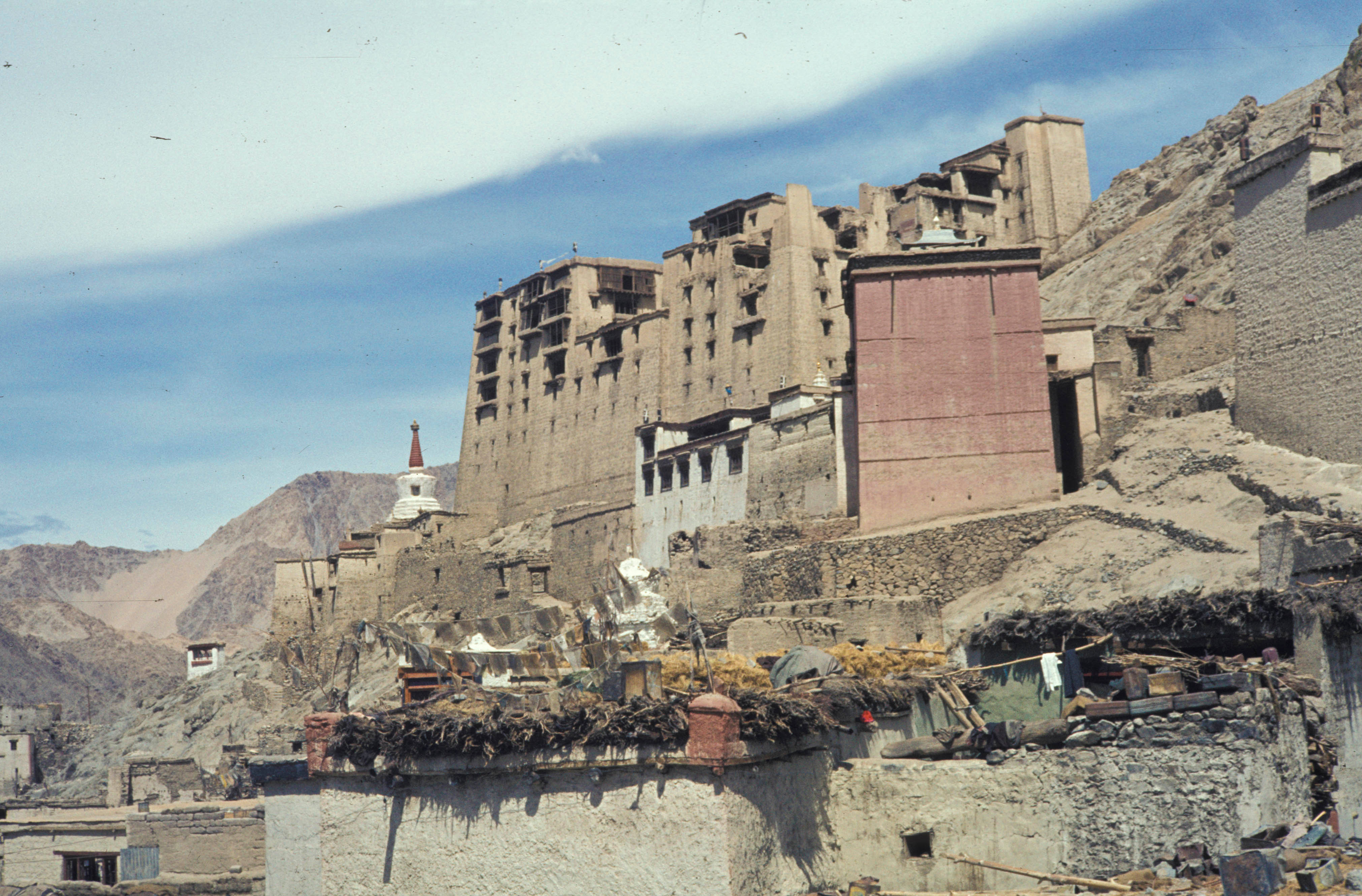
Palast im Zustand von 1981
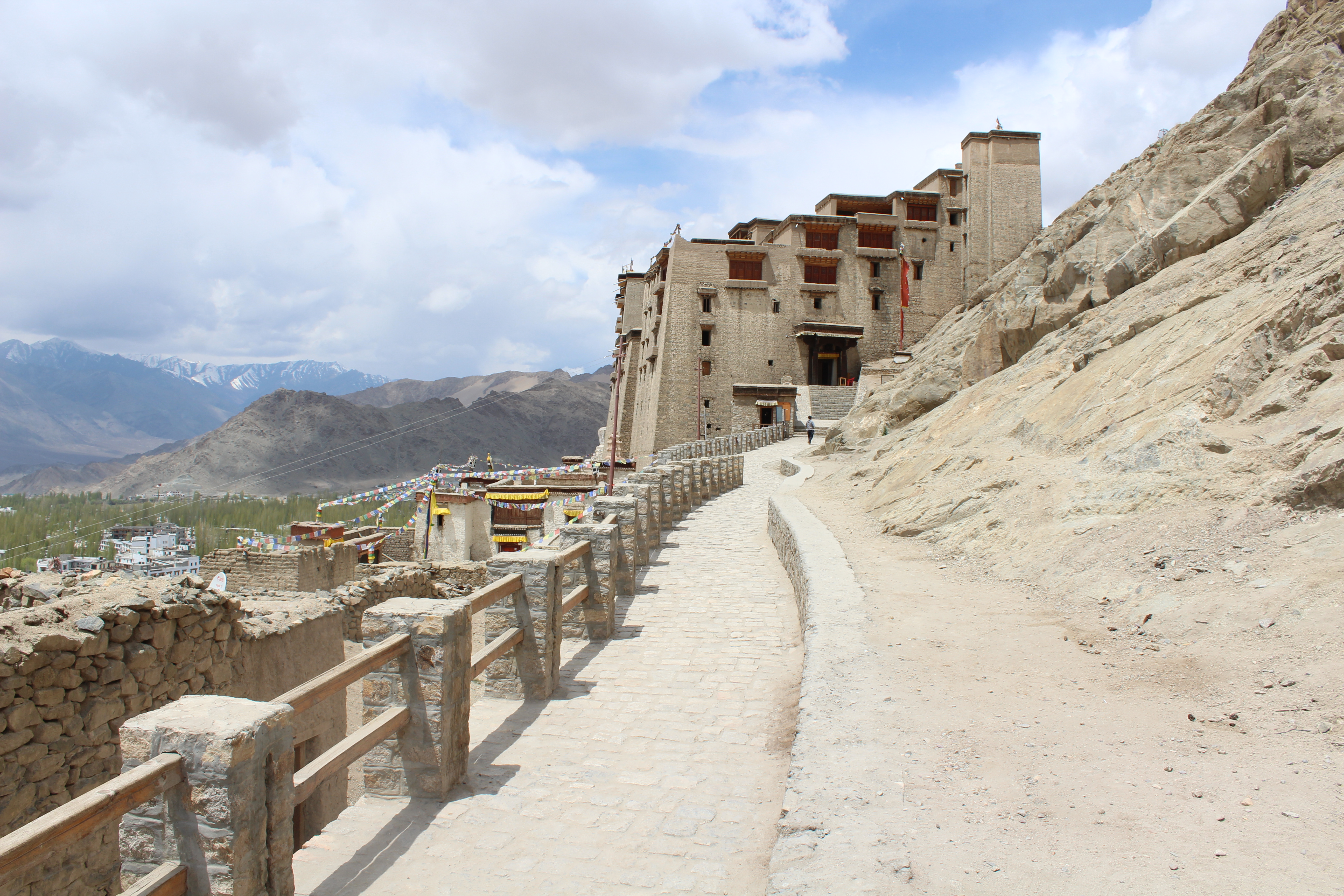
Palast, Seitenansicht von einem Bergpfad
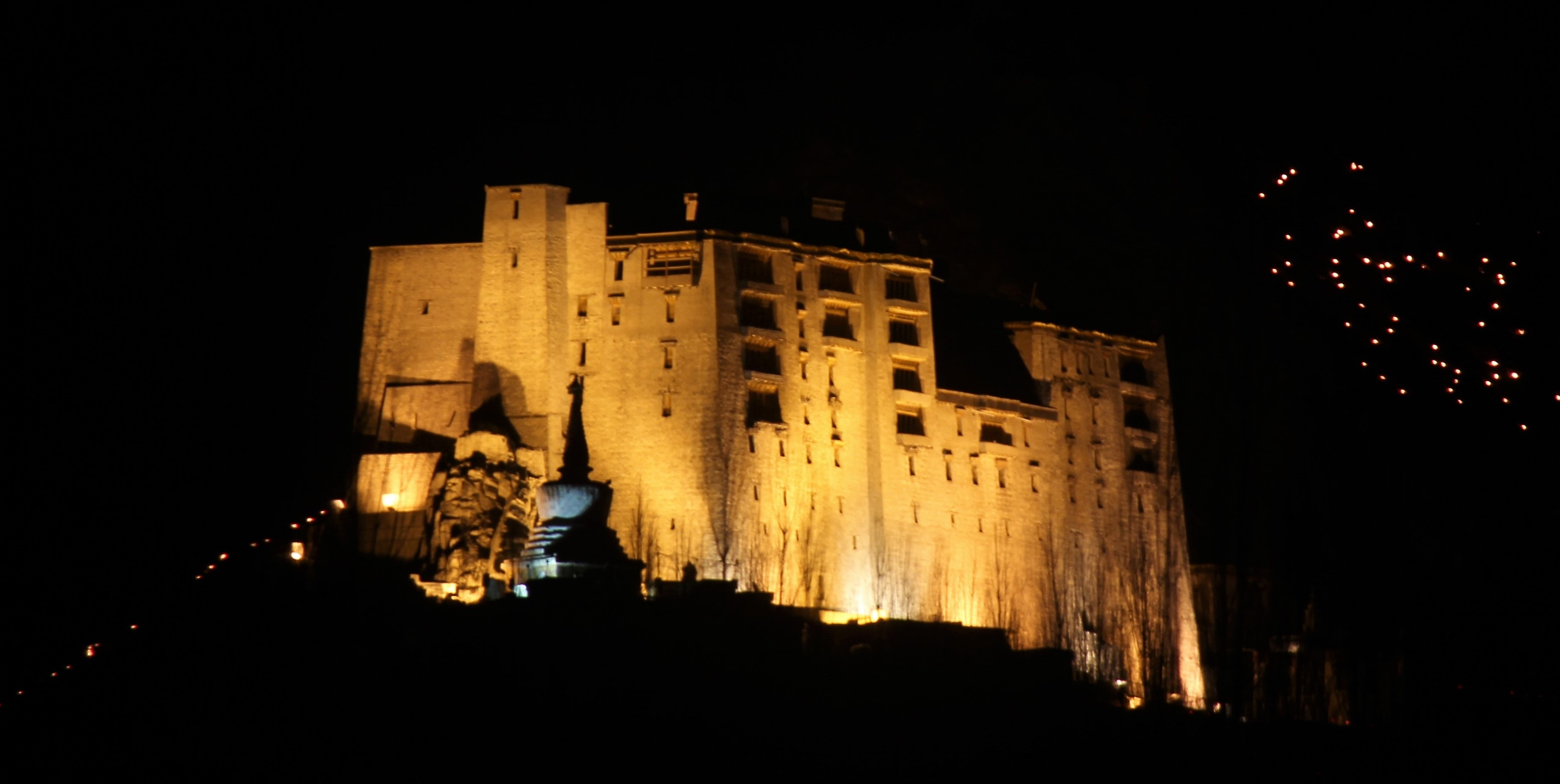
Erleuchteter Palast während des Galdan-Namchot-Festivals, 2016
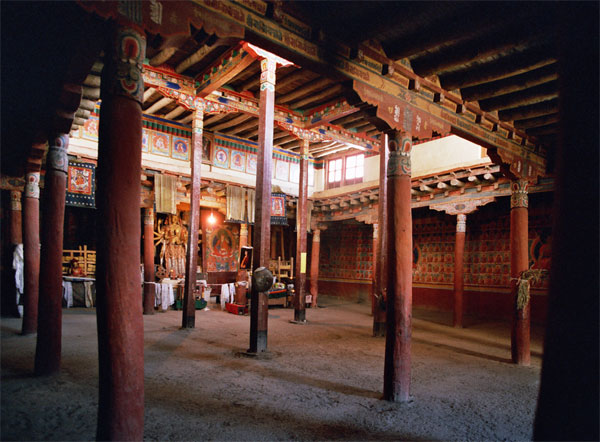
Innenarchitektur
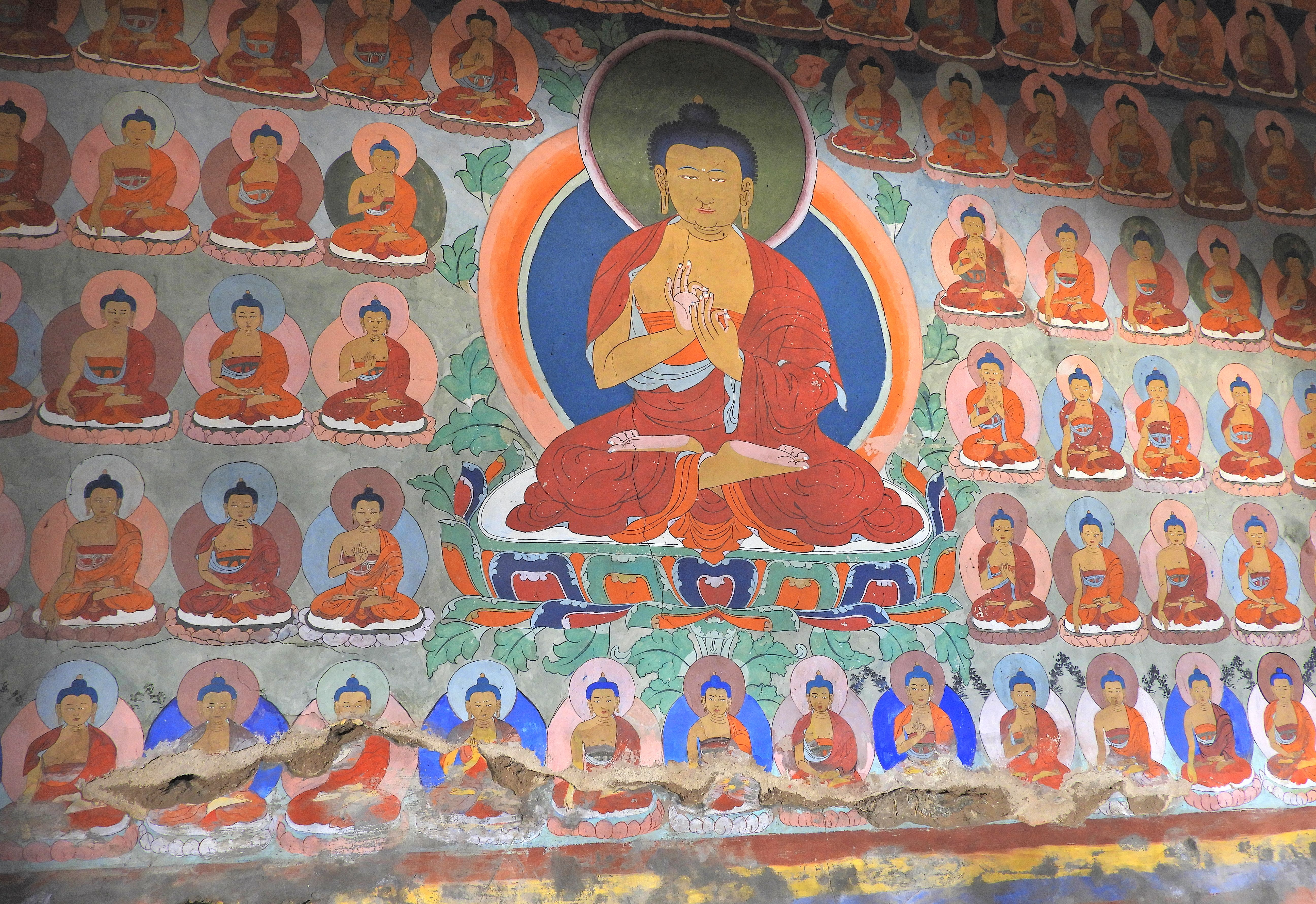
Erhaltene Wandmalerei